# Élections législatives trinidadiennes de 2010
Les élections législatives trinidadiennes de 2010 ont lieu de manière anticipée le 24 mai 2010 afin d'élire les 41 représentants de la Chambre des représentants  de Trinité-et-Tobago.
Le scrutin donne lieu à une alternance politique avec la victoire de la récente coalition Partenariat du peuple menée par le Congrès national uni sur le Mouvement national du peuple au pouvoir. Kamla Persad-Bissessar remplace Patrick Manning au poste de Premier ministre.

## Contexte

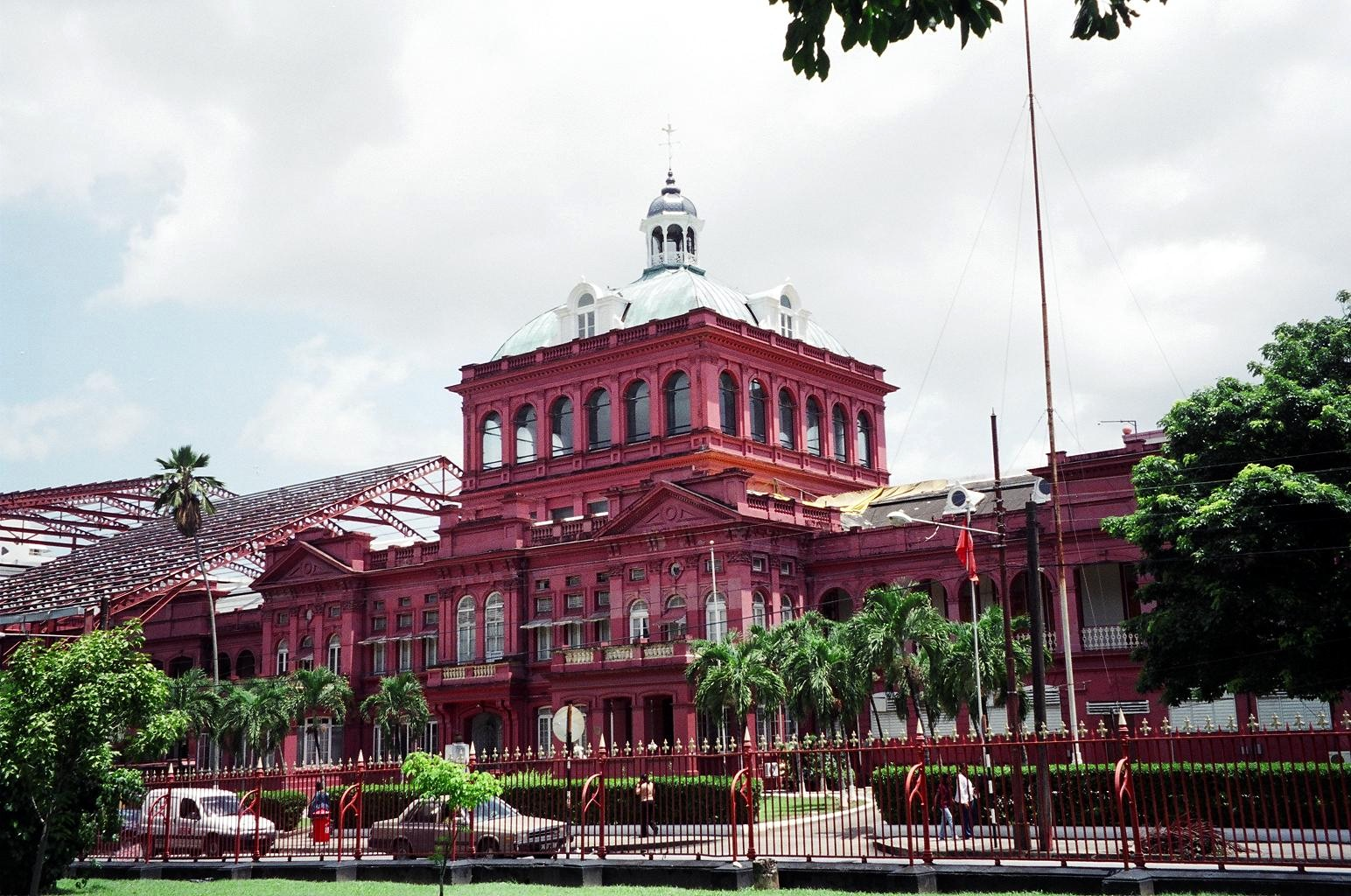
La Maison rouge à Port-d'Espagne, siège du parlement.

Les élections ont lieu deux ans et demi avant la date prévue à la suite de la dissolution de la chambre par le premier ministre Patrick Manning la veille de l'examen d'une motion de censure déposée par la cheffe de l'opposition, Kamla Persad-Bissessar, à la suite d'un scandale de corruption lié à une agence gouvernementale de développement immobilier. 
La dissolution anticipée entraine des accusations de lâcheté de la part de Persad-Bissessar à l'encontre du gouvernement. Ces scandales, cumulés à un ralentissement économique et à une hausse de la criminalité donnent le vent en poupe à la coalition créée par le Congrès national uni, le Partenariat du peuple, qui rassemble à partir d'avril 2010 plusieurs partis liés aux différents groupes ethniques de l'archipel.

## Système électoral
La Chambre des représentants est la chambre basse du Parlement bicaméral de Trinité-et-Tobago. Elle est composée de 41 sièges pourvus pour cinq ans au scrutin uninominal majoritaire à un tour dans autant de circonscriptions. Le président de la chambre peut éventuellement être choisi en dehors de ses membres, auquel cas il en devient membre ex officio.

## Résultats
|                                  |                                        |                                    |           |       |       |        |               |  |  |
| Parti ou coalition               | Parti ou coalition                     | Parti ou coalition                 | Voix      | %     | +/-   | Sièges | +/-           |  |  |
|                                  |                                        | Congrès national uni (UNC)         | 316 600   | 43,72 | 13,88 | 21     | 6             |  |  |
|                                  | Congrès du peuple (COP)                | 102 265                            | 14,12     | 8,60  | 6     | 6      |               |  |  |
|                                  | Organisation populaire de Tobago (TOP) | 15 371                             | 2,12      | Nv    | 2     | 2      |               |  |  |
| Total Partenariat du peuple (PP) | Total Partenariat du peuple (PP)       | 434 236                            | 59,96     | Nv    | 29    | 14     |               |  |  |
|                                  | Mouvement national du peuple (PNM)     | Mouvement national du peuple (PNM) | 287 458   | 39,70 | 6,31  | 12     | 14            |  |  |
|                                  | Nouvelle vision nationale (NNV)        | Nouvelle vision nationale (NNV)    | 2 098     | 0,29  | Nv    | 0      | en stagnation |  |  |
|                                  | Parti du congrès national (NCP)        | Parti du congrès national (NCP)    | 29        | 0,00  | Nv    | 0      | en stagnation |  |  |
|                                  | Indépendants                           | Indépendants                       | 314       | 0,04  | 0,02  | 0      | en stagnation |  |  |
|                                  |                                        |                                    |           |       |       |        |               |  |  |
| Suffrages exprimés               | Suffrages exprimés                     | Suffrages exprimés                 | 724 135   | 99,63 |       |        |               |  |  |
| Votes blancs et nuls             | Votes blancs et nuls                   | Votes blancs et nuls               | 2 691     | 0,37  |       |        |               |  |  |
| Total                            | Total                                  | Total                              | 726 826   | 100   | –     | 41     | en stagnation |  |  |
| Abstentions                      | Abstentions                            | Abstentions                        | 313 302   | 30,12 |       |        |               |  |  |
| Inscrits / participation         | Inscrits / participation               | Inscrits / participation           | 1 040 128 | 69,88 |       |        |               |  |  |